# Вольпара
Вольпара (итал. Volpara) — коммуна в Италии, находится в регионе Ломбардия, в провинции Павия.
Население составляет 132 человека (2008), плотность населения составляет 44 чел./км². Занимает площадь 4 км². Почтовый индекс — 27047. Телефонный код — 0385.
Покровителями коммуны почитаются святые Косма и Дамиан, празднование в последнее воскресенье июля.

## Демография
Динамика населения:

## Администрация коммуны
- Официальный сайт: